# Krwawa niedziela (Petersburg 1905)

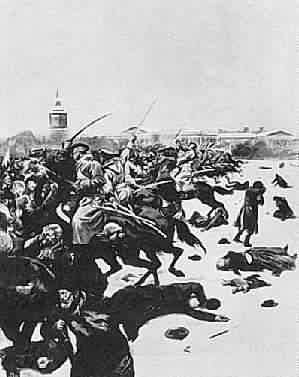
Krwawa niedziela

Krwawa niedziela (ros. Кровавое воскресенье) – wydarzenia z 9 stycznia?/22 stycznia 1905 r. w Petersburgu. W dniu tym została zorganizowana ok. 140-tysięczna, pokojowa demonstracja robotnicza prowadzona przez prawosławnego duchownego Gieorgija Gapona. Celem demonstracji było zaapelowanie do cara o poprawienie losu robotników. Pochód został rozpędzony przez wojsko, a podczas tej pacyfikacji zginęło, według różnych ocen, od kilkudziesięciu do kilkuset osób. Krwawa niedziela stała się początkiem rewolucji 1905 roku.

## Тło wydarzeń
Wskutek braku sukcesów w czasie wojny z Japonią sytuacja w Rosji pogarszała się. Rosło bezrobocie, wieści z frontu sprawiały, że nastroje były coraz gorsze. Ceny wzrosły o około 20 do 40%, a dochody ludności cały czas spadały. Z początku wśród robotników petersburskich pojawiały się tylko żądania natury ekonomicznej: wprowadzenie ośmiogodzinnego dnia pracy, podwyższenie płac i anulowania podatków bezpośrednich. Wkrótce do tych żądań dodano też polityczne: ogłoszenie powszechnych, tajnych i równych wyborów do Zgromadzenia Ustawodawczego, równości wszystkich bez różnicy wyznania i narodowości, odpowiedzialności ministrów przed przyszłym zgromadzeniem i ludem, amnestii dla osób skazanych za przestępstwa polityczne. Żądania te z punktu widzenia rządu rosyjskiego były niemożliwe do zaakceptowania. Car Mikołaj II nie wyobrażał sobie żadnych ustępstw, które podważyłyby samowładztwo.
Pod koniec r. 1904 i na początku r. 1905 nastroje wśród robotników Petersburga były coraz bardziej napięte. Na początku roku rozpoczęła się fala strajków w wielkich fabrykach rosyjskiej stolicy. Znaczącą rolę w dalszym rozwoju wydarzeń odegrał prawosławny duchowny Gieorgij Gapon i kierowane przez niego Stowarzyszenie Rosyjskich Robotników Fabrycznych Miasta Petersburga. Organizacja ta powstawała pod auspicjami Ministerstwa Spraw Wewnętrznych, by blokować rozwój socjalistycznego i antycarskiego ruchu robotniczego. W ostatnich dniach grudnia 1904 r. czterech robotników Zakładów Putiłowskich, zrzeszonych w Stowarzyszeniu zostało zwolnionych z pracy. Gapon wstawił się za nimi u dyrektora fabryki, jednak bez skutku. W tej sytuacji 3 stycznia?/16 stycznia 1905 załoga Zakładów rozpoczęła strajk, do którego w kolejnych dniach dołączyły kolejne fabryki. 7 stycznia?/20 stycznia 1905 r. strajkowały dwie trzecie wszystkich robotników w Petersburgu, blisko 100 tys. ludzi. 
Na zebraniach Stowarzyszenia, w których brali udział również socjaldemokraci, wypracowany został nowy program, wykraczający poza żądania czysto ekonomiczne. Gapon, nie chcąc stracić pozycji przywódcy ruchu, zasugerował wystosowanie do cara petycji zawierającej najważniejsze postulaty środowiska robotników fabrycznych. Miała być ona następnie wręczona władcy przez delegację samych pracowników z Gaponem jako ich przedstawicielem. Duchowny był przekonany, że car będzie skłonny poprawić położenie ludu, kiedy dobrze je pozna. W trakcie prac nad tworzeniem petycji Gapon bezskutecznie zabiegał o spotkanie z ministrem spraw wewnętrznych Piotrem Światopołk-Mirskim, którego chciał prosić o skłonienie fabrykantów do ustępstw. O ile Gapon zasugerował sam fakt opracowania petycji, nie był autorem całości jej treści, ta bowiem powstawała w toku dyskusji na kolejnych zebraniach robotniczych, ulegając stopniowej radykalizacji za sprawą działaczy socjaldemokratycznych. Równocześnie inni działacze bolszewiccy i mienszewiccy przekonywali robotników, by walczyć przeciwko carowi, a nie prosić go o ustępstwa. Takie poglądy nie były jednak popularne wśród robotników. Większość z nich nie była zainteresowana obaleniem systemu i szanowała cara. 

Petycja robotników zawierała postulaty ośmiogodzinnego dnia pracy, demokratycznych wyborów i nadania carskim poddanym swobód obywatelskich. Nie godziła natomiast w monarchię jako taką, oskarżała "biurokrację", a nie cara, o zniszczenie kraju i doprowadzenie jego mieszkańców do nędzy. Do cara robotnicy zwracali się jak do ojca, prosząc go o reformy. Tekst kończył się słowami:

Oto, Monarcho, nasze główne potrzeby, z którymi przyszliśmy do Ciebie. Każ i przysięgnij je zaspokoić, a uczynisz Rosję szczęśliwą i sławną, a imię swe utrwalisz w sercach naszych i naszych potomków, a nie każesz, nie odpowiesz na nasze błagania – umrzemy tutaj na tym placu, przed Twoim pałacem. Nie mamy dokąd ani po co dalej iść. Przed nami tylko dwie drogi: albo ku wolności i szczęściu, albo w mogiłę. Niechaj nasze życie stanie się ofiarą dla wymęczonej Rosji. Nie żal nam tej ofiary, składamy ją ochoczo.

Równocześnie w kołach rządowych nastroje stawały się coraz gorsze. Popularne były plotki o planowanych zamachach na cesarzową-matkę Marię Fiodorownę, a także na wielkich książąt: Sergiusza Michajłowicza i Aleksego Aleksandrowicza. Inna plotka głosiła, że cesarzowa-matka wraz z wielkim księciem Włodzimierzem Aleksandrowiczem planują usunięcie Mikołaja II z tronu w celu zastąpienia go „silnym imperatorem”. 7 stycznia?/20 stycznia 1905 r. członkowie rządu zdecydowali, że demonstracja robotników nie zostanie wpuszczona do centrum Petersburga, a Gapon nie spotka się z carem ani nie wręczy mu petycji. Tego samego dnia władze Petersburga wydały oświadczenie, iż nie będzie zgody na żadną procesję robotniczą, a ewentualne zamieszki zostaną powstrzymane zdecydowanymi środkami. Tekst petycji został upubliczniony i ministrowie wiedzieli, że nie zawiera on wezwania do siłowego obalenia systemu. 
8 stycznia?/21 stycznia 1905 r. Gapon wystosował do ministra spraw wewnętrznych oficjalną prośbę o audiencję u cara. W tym czasie władze wydały nakaz jego aresztowania, który jednak nie został wyegzekwowany. Mikołaj II nie zamierzał przyjmować delegacji robotników, nie chciał wysłuchać ich żądań czy chociażby wyjść na balkon Pałacu Zimowego. W dniu, na który zaplanowano pochód i wręczenie petycji, pozostawał poza stolicą - w Carskim Siole. Dzień przed planowaną manifestacją w Petersburgu znajdowało się około 9 tysięcy piechoty i 3 tysiące kawalerii. Wojskiem tym dowodził dowódca Petersburskiego Okręgu Wojskowego wielki książę Włodzimierz Aleksandrowicz.   

## Przebieg wydarzeń

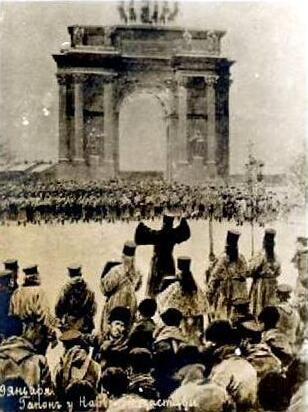
Gieorgij Gapon na czele tłumu dociera przed Bramę Narwską, obraz nieznanego autora

Rankiem 9 stycznia?/22 stycznia 1905 w kierunku Pałacu Zimowego ruszyło kilka kolumn robotników, maszerujących z różnych peryferyjnych dzielnic miasta, łącznie ok. 140 tys. osób. W marszu szli robotnicy razem z rodzinami, nieuzbrojeni, niektórzy z prawosławnymi chorągwiami procesyjnymi, ikonami i portretami Mikołaja II. Przed Bramą Narwską tłumowi robotników z Dzielnicy Narwskiej drogę zastąpiło wojsko, jednak manifestacja posuwała się dalej, nawet po oddaniu salwy ostrzegawczej w powietrze. Kolejne salwy oddano ostrą amunicją. 
W taki sam sposób wojsko rozproszyło pochód robotniczy w pobliżu jednostki straży pożarnej na Trakcie Szlisselburskim (szli tamtędy robotnicy Dzielnicy Newskiej) oraz na Placu Troickim na Wyspie Petersburskiej, u wejścia na Most Troicki (gdzie połączyły się grupy robotników z Dzielnicy Wyborskiej i z Dzielnicy Petersburskiej), a także na Stronie Wyborskiej. Część robotników w mniejszych grupach zdołała dotrzeć na Plac Pałacowy. Około trzynastej kilkadziesiąt tysięcy ludzi znajdowało się na Newskim Prospekcie, ulicy Gogola oraz w Ogrodzie Aleksandrowskim. Godzinę później żołnierze, strzegący Pałacu Zimowego, oddali trzy salwy w kierunku robotników stojących w Ogrodzie Aleksandrowskim, przed gmachem Sztabu Generalnego oraz w pobliżu Mostu Pałacowego. Następnie żandarmi oraz kawalerzyści ścigali uciekających demonstrantów.
Liczba ofiar pacyfikacji robotniczego marszu nie została ustalona w sposób niebudzący wątpliwości. Walki między manifestantami a żołnierzami trwały w mieście do wieczora, na Wyspie Wasylewskiej stanęły barykady, a niepokój panował jeszcze w przeciągu następnych dwóch dni. Gapon, który szedł na czele jednej z kolumn pochodu, wyszedł z manifestacji bez szwanku, z miejsca strzelaniny wyprowadzili go przyjaciele. Zginął natomiast robotnik Iwan Wasiljew, który razem z nim kierował Stowarzyszeniem Robotników. Według oficjalnych danych zabitych zostało 96 osób, a 333 odniosły rany, z czego dalsze 34 ostatecznie zmarły. W źródłach nieoficjalnych pisano o setkach, a nawet tysiącach zabitych (od 800 do 1000; niektóre petersburskie gazety podały liczbę 4600). Policja w tajemnicy chowała zabitych na cmentarzach Uspieńskim, Smoleńskim, Mitrofanjewskim i Prieobrażeńskim.

## Skutki
Winnym zajść uznano księcia Piotra Swiatopołka-Mirskiego, ministra spraw wewnętrznych. Został on zdymisjonowany i zastąpiony przez Aleksandra Bułygina. Do dymisji podał się także szef policji stołecznej Iwan Fułłon. Obwiniano także właścicieli fabryk i zakładów, którzy nie chcieli spełnić nawet najmniejszych postulatów robotniczych. Wkrótce utworzono stanowisko generał-gubernatora Petersburga, któremu przyznano nadzwyczajne pełnomocnictwa, podporządkowując mu całą rosyjską policję. Stanowisko to objął Dmitrij Triepow, który nakazał z całą surowością pacyfikować kolejne protesty robotnicze.

Największą porażkę prestiżową poniósł w wyniku krwawej niedzieli car Mikołaj II, który nie chciał przyjąć delegacji robotników. Zarówno w opozycyjnej prasie rosyjskiej, jak i zagranicznej zaczęto go nazywać „mordercą”, „Mikołajem Krwawym” czy „Mikołajem Ostatnim”. Oburzenie wyrażał m.in. Lew Tołstoj. Natomiast Mikołaj II zanotował w dzienniku: 

Ciężki dzień! W Petersburgu zaszły poważne zaburzenia wskutek usiłowania robotników dotarcia do Pałacu Zimowego. Wojska zmuszone były strzelać w różnych punktach miasta, liczni zabici i ranni. Boże, jakie to smutne i bolesne!”.

W celu ratowania publicznego wizerunku Mikołaja II Triepow zasugerował carowi przyjęcie delegacji robotników różnych fabryk, co też miało miejsce 19 stycznia?/1 lutego 1905. Robotników wskazali ich przełożeni i fabrykanci, pracownicy sami odmówili wyłonienia delegacji. Car wyraził swój stosunek do wydarzeń krwawej niedzieli tymi słowami: 

Daliście się wprowadzić w błąd i zostaliście oszukani przez zdrajców i wrogów naszej ojczyzny. Strajk i buntownicze zgromadzenia tylko pobudzają tłum do takich rozruchów, jakie zawsze zmuszały i będą zmuszać władze do użycia siły wojennej, a to nieuchronnie pociąga za sobą i niewinne ofiary. Wiem, że niełatwe jest życie robotnika. Dużo w nim należy ulepszyć i uporządkować (...) Ale zbuntowanym tłumem oznajmiać mnie o swoich potrzebach jest przestępstwem”.

Car wydał dyspozycję, aby dla rodzin robotniczych poszkodowanych w wyniku zajść przeznaczyć sumę pięćdziesięciu tysięcy rubli jako pomoc finansową. Zobowiązał też Senat Rządzący do utworzenia komisji mającej na celu ustalenie potrzeb robotników, w której uczestniczyć mieli wybrani przez nich przedstawiciele.
Wieści o zamieszkach stolicy rozniosły się wkrótce po całym kraju. 4 lutego?/17 lutego w Moskwie zabity został w zamachu wielki książę Sergiusz Aleksandrowicz. Masowe wystąpienie ludności przeciwko władzy i walki na ulicach stolicy obniżyły prestiż monarchii i zachwiały zaufanie wobec rządu. Krwawa Niedziela jest uznawana za początek rewolucji 1905 roku. Wkrótce cały kraj ogarnęły strajki.

## Upamiętnienie

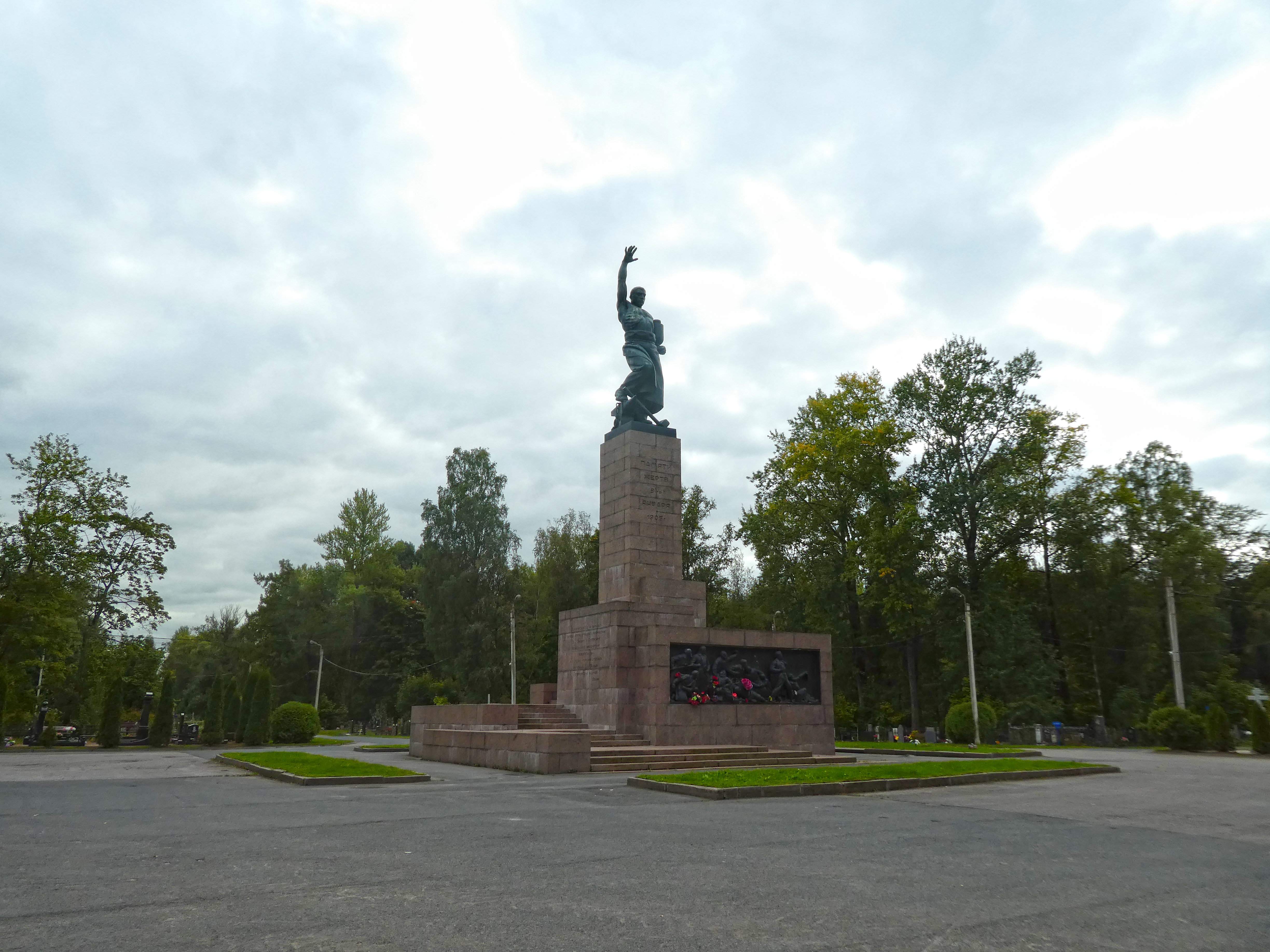
Pomnik na masowej mogile zabitych 9/22 stycznia 1905 r. robotników

Po rewolucji październikowej nazwy odnoszące się do krwawej niedzieli otrzymały Park 9 Stycznia oraz Prospekt 9 Stycznia. Cmentarz Przemienienia Pańskiego (Prieobrażenski), na którym pochowano część ofiar, przemianowano na Cmentarz Pamięci Ofiar 9 Stycznia. W 1931 r. w jego obrębie wzniesiony został pomnik zabitych robotników. Tablica pamiątkowa przypominająca o wydarzeniach krwawej niedzieli znajduje się na budynku nr 4 przy Prospekcie Strajków, w pobliżu miejsca, gdzie wojsko oddało strzały do robotników idących od strony Dzielnicy Narwskiej. Natomiast tablice pamiątkowe odnoszące się do walk barykadowych, jakie wybuchły na wieść o rozpędzeniu robotniczego pochodu, znajdują się na budynkach nr 35 4 linii Wyspy Wasylewskiej oraz nr 46 5 linii Wyspy Wasylewskiej.